# Livernon
Livernon ist eine französische Gemeinde mit 720 Einwohnern (Stand 1. Januar 2022) im Département Lot in der Region Okzitanien. Sie gehört zum Arrondissement Figeac und zum Kanton Lacapelle-Marival.

## Geographie
Die Gemeinde liegt rund 15 Kilometer westlich von Figeac, im Regionalen Naturpark Causses du Quercy. Nachbargemeinden von Livernon sind:
- Sonac im Norden,
- Assier im Nordosten,
- Reyrevignes im Osten,
- Corn im Südosten,
- Grèzes im Süden,
- Espédaillac im Westen und
- Durbans im Nordwesten.

Livernon liegt am östlichen Ausläufer der Kalk-Hochebene Causse de Gramat mit seinen markanten Karsterscheinungen. Im Gemeindegebiet selbst gibt es kaum Oberflächengewässer, da diese alle im Untergrund verlaufen und erst einige Kilometer weiter östlich an die Oberfläche treten. Durch die südlichen Nachbargemeinden verläuft der Fluss Célé.

### Verkehrsanbindung
Der Ort wird von den Départementsstraßen D802 und D653 erschlossen, die sich im Gemeindegebiet kreuzen.
Der Flugplatz Aerodrome Figeac-Livernon befindet sich ungeachtet seines Namens in der Nachbargemeinde Durbans.

## Bevölkerungsentwicklung
| Jahr      | 1968 | 1975 | 1982 | 1990 | 1999 | 2006 | 2018 |
| Einwohner | 324  | 342  | 385  | 384  | 465  | 558  | 690  |

## Sehenswürdigkeiten
- Kirche Saint-Rémy aus dem 12. Jahrhundert – Monument historique
- Dolmen de la Pierre Martine, Monument historique
- Menhir von Belinac

Dolmen in Livernon
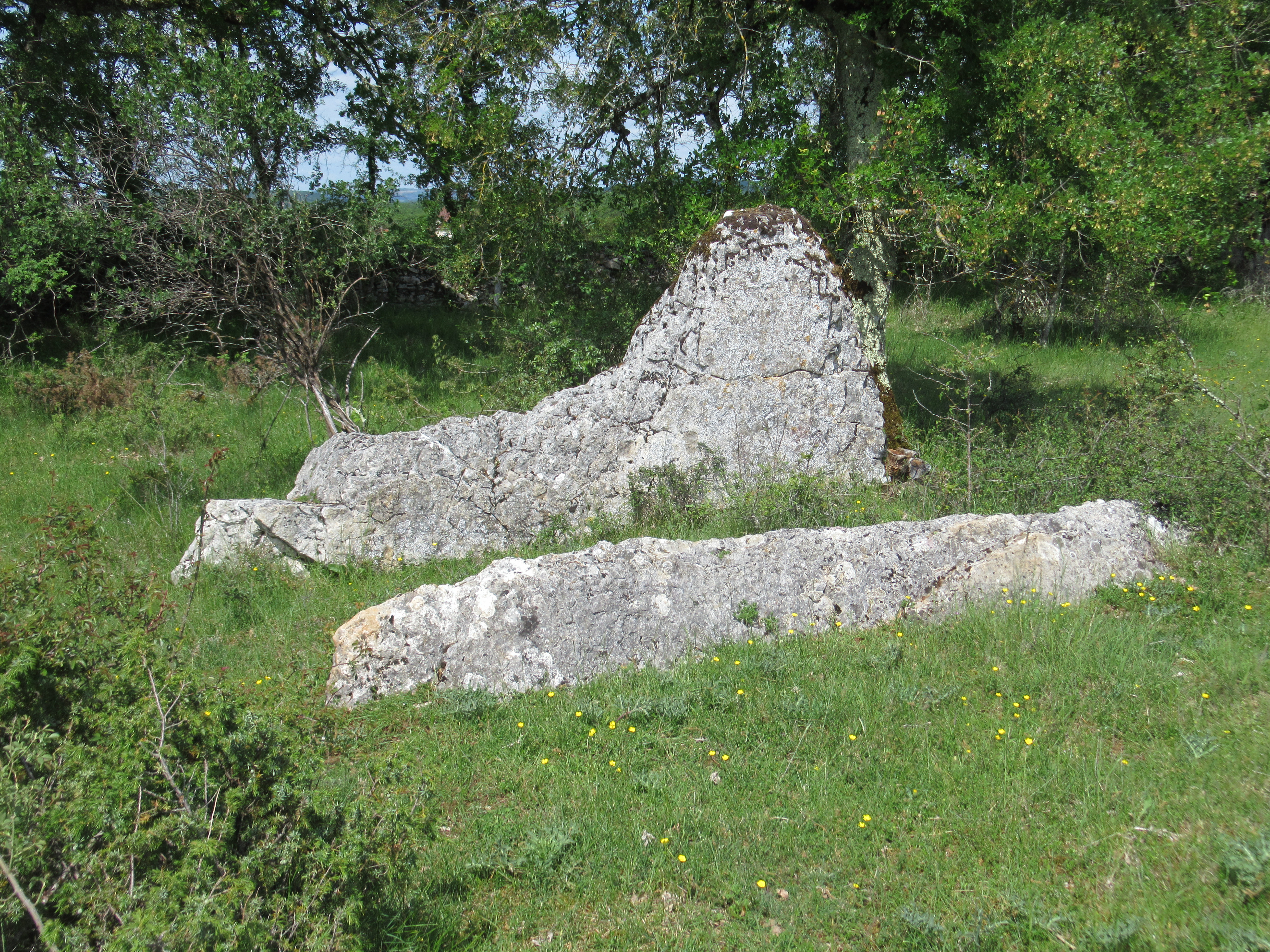
Dolmen de Boudoulou
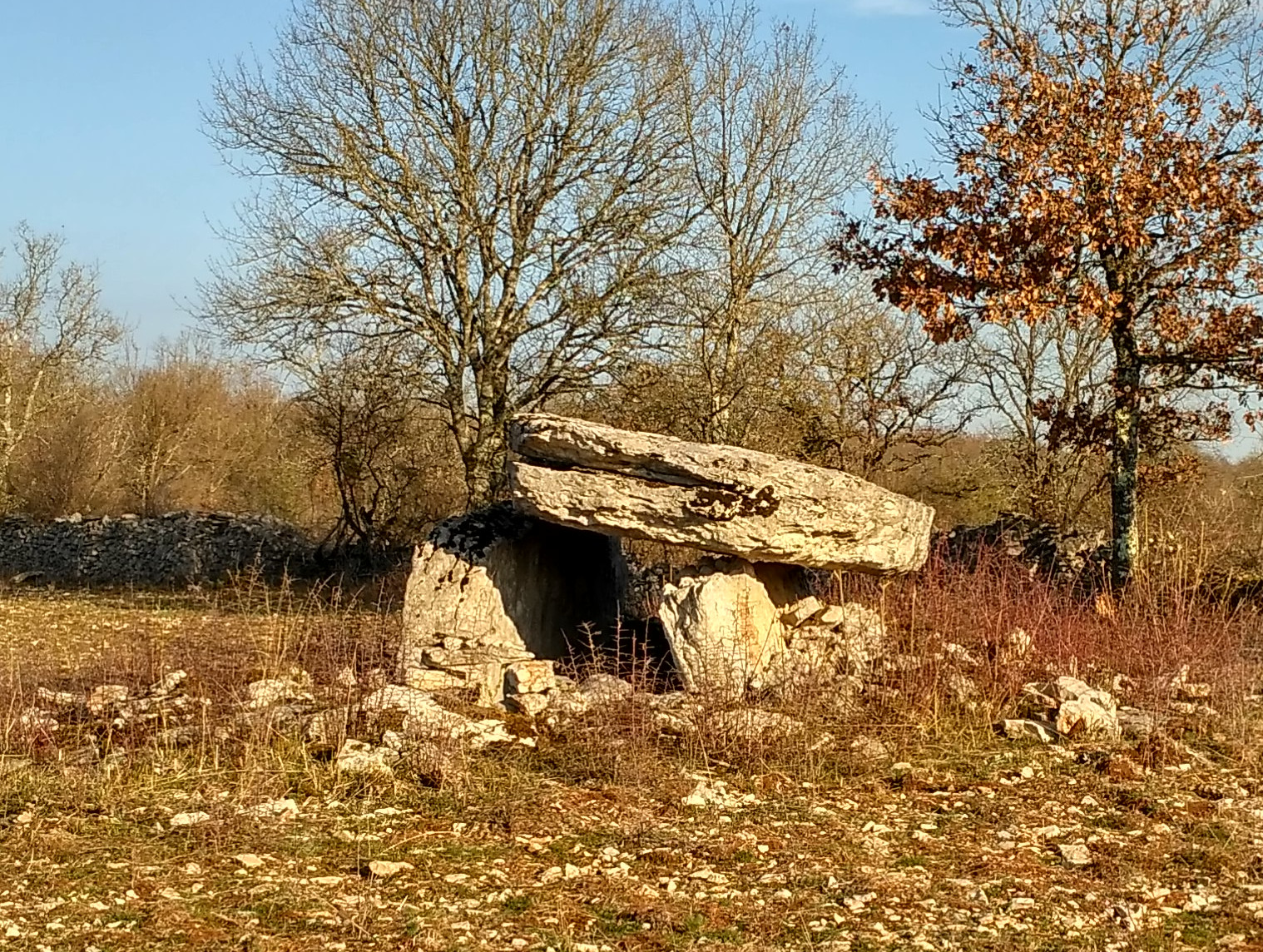
Dolmen Croze
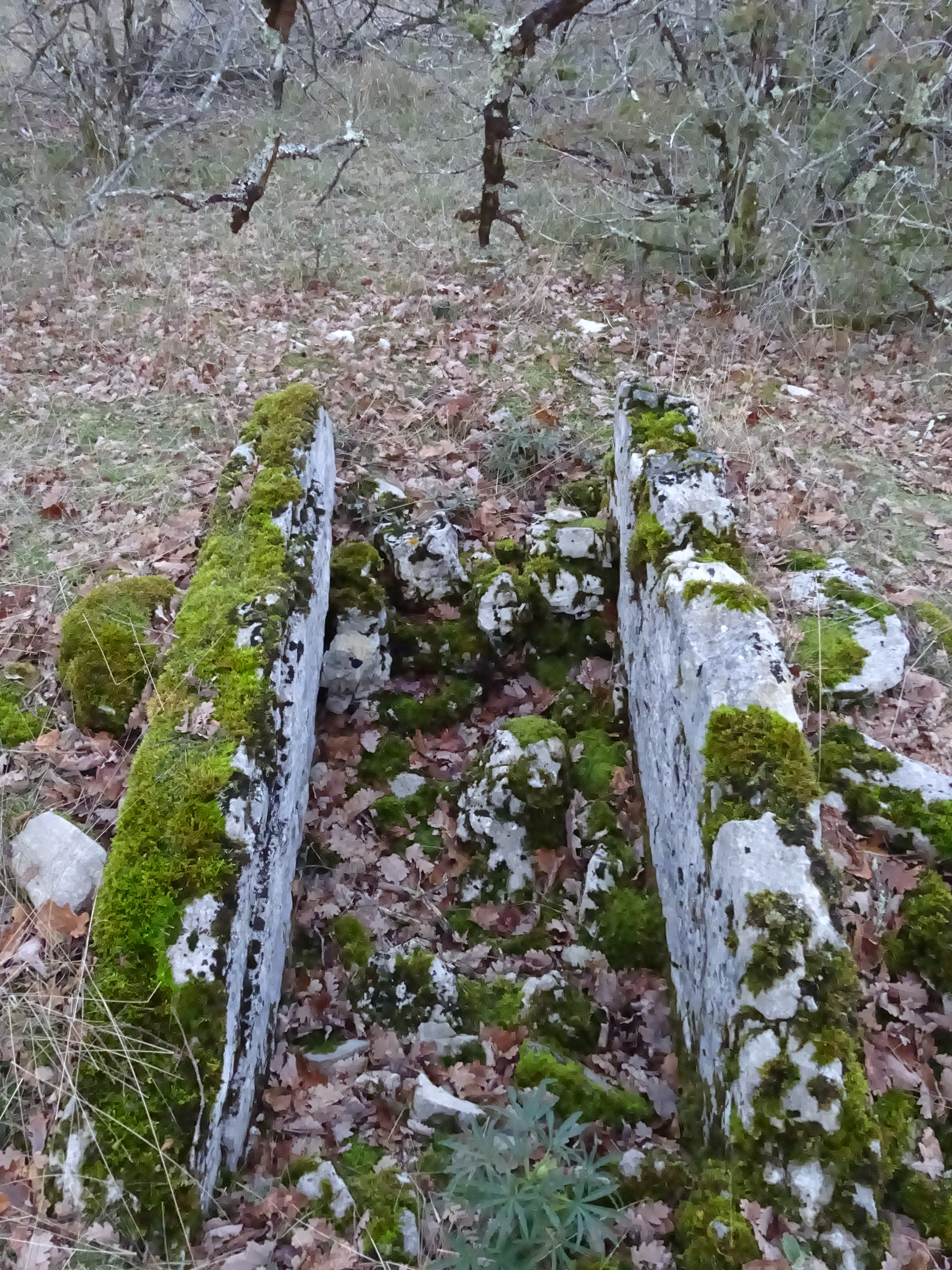
Dolmen Cun
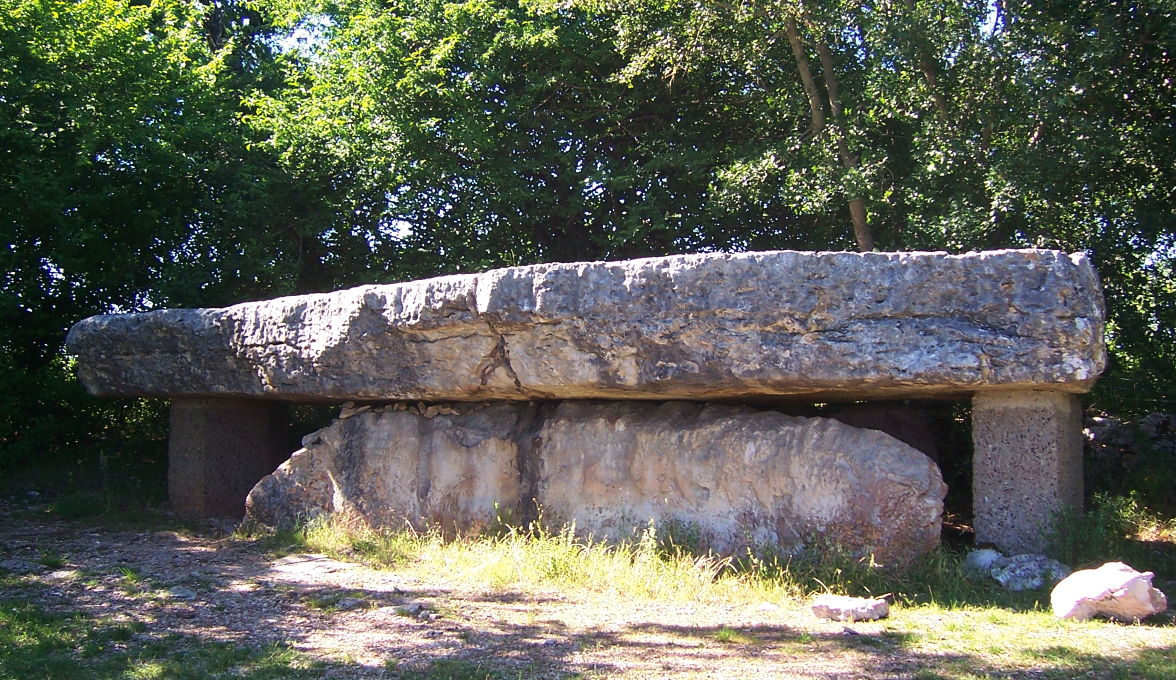
Dolmen de la Pierre Martine
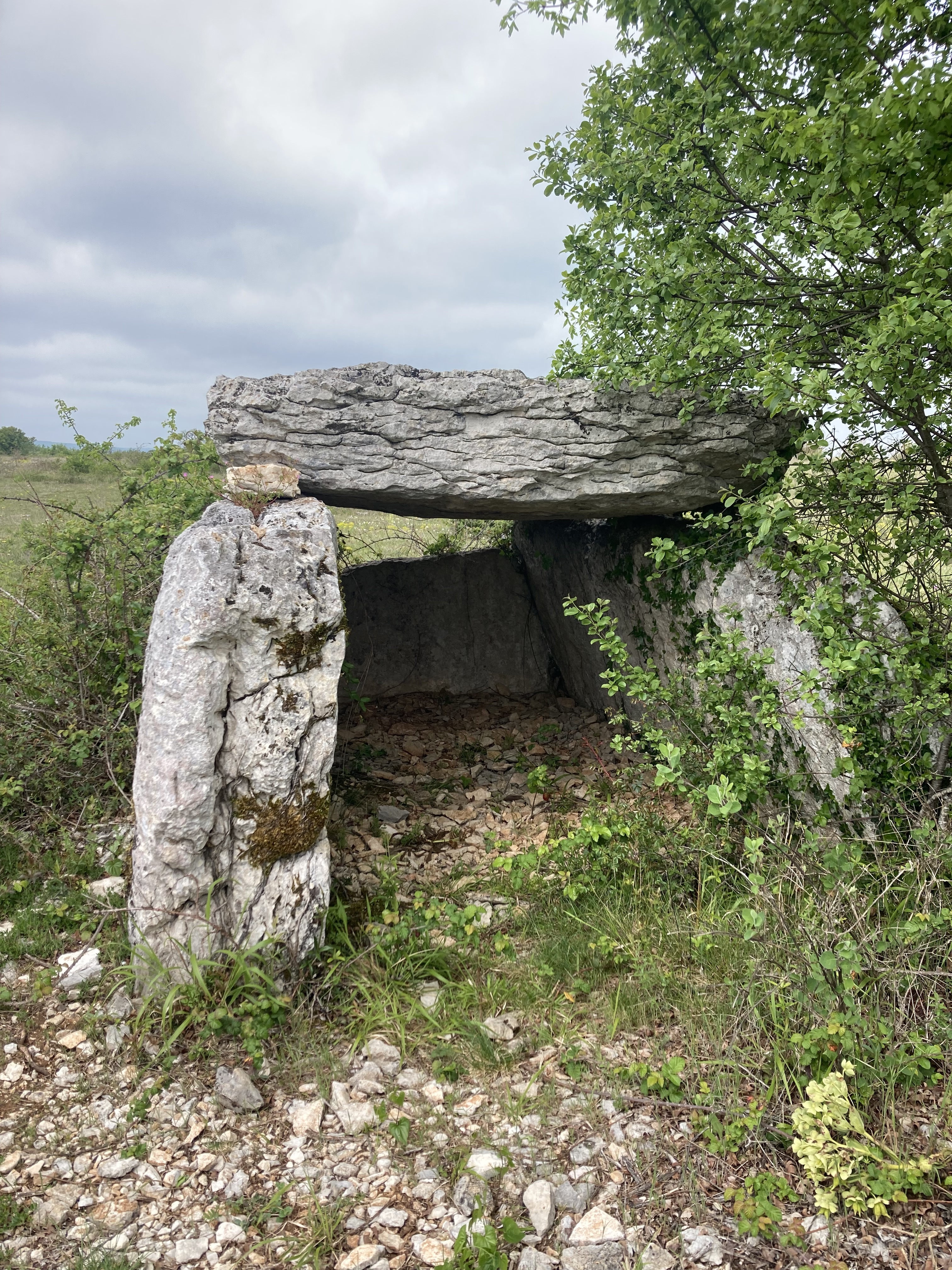
Dolmen de la Rougié
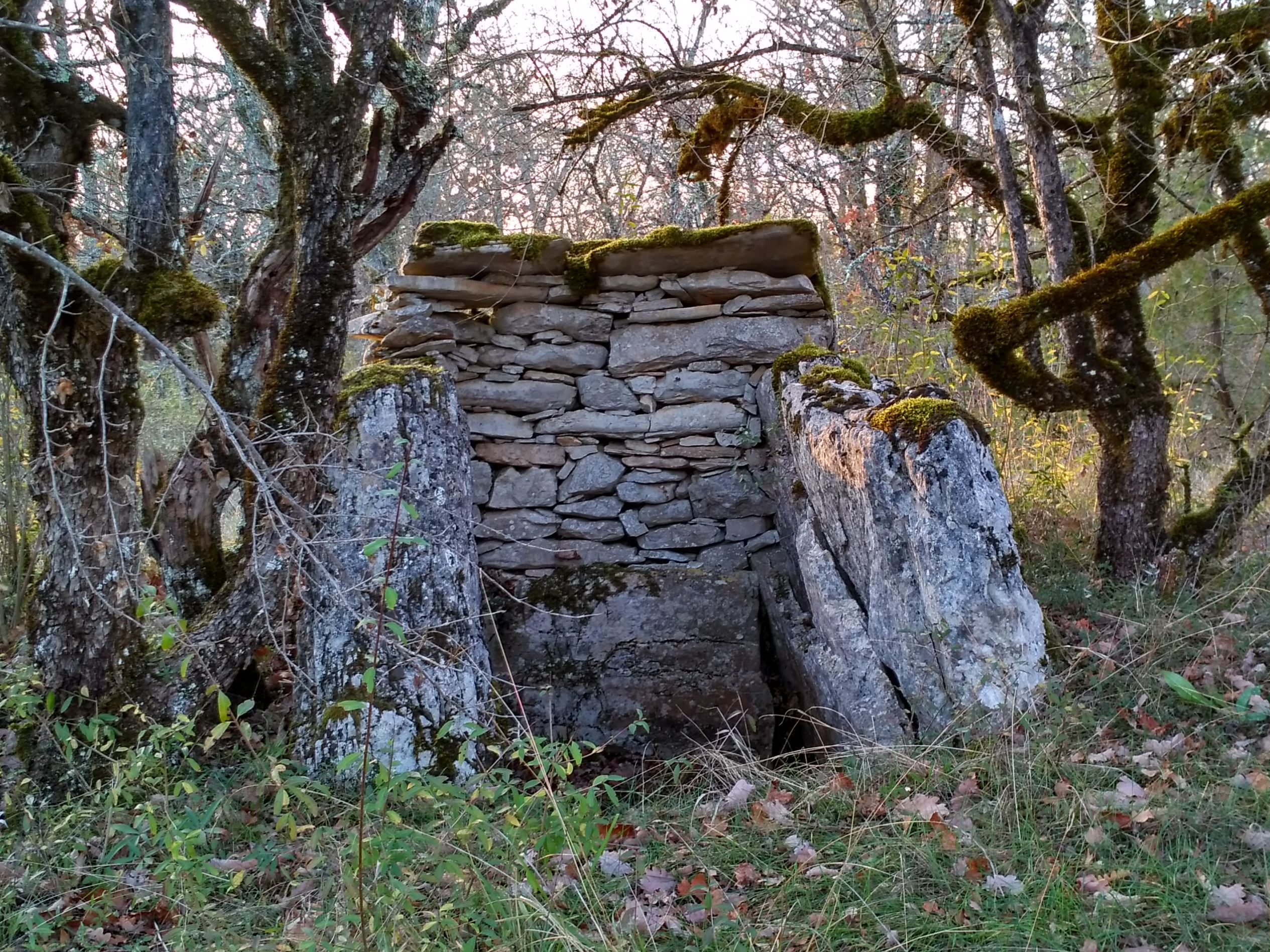
Dolmen Cloup Caoud